# Renaldo Major
Renaldo Major (ur. 7 maja 1982 w Chicago) – amerykański koszykarz, występujący na pozycji niskiego skrzydłowego.
W 2007 reprezentował Miami Heat, podczas rozgrywek letniej ligi NBA w Orlando.

## Osiągnięcia
Stan na 26 grudnia 2019, na podstawie, o ile nie zaznaczono inaczej.

### NCAA
- Mistrz sezonu regularnego konferencji Western Athetic (WAC – 2003)
- Zaliczony do I składu najlepszych nowo-przybyłych zawodników WAC (2003)

### Drużynowe
- Mistrz:
  - D-League (2007)
  - USBL (2005)

### Indywidualne
- Obrońca roku D-League (2007)
- Laureat nagrody Jason Collier Sportsmanship Award (2015)
- Zaliczony do:
  - I składu:
    - D-League (2007)
    - USBL (2006)

  - II składu USBL (2005)
  - składu honorable mention:
    - D-League (2012, 2013)
    - turnieju NBA D-League Showcase (2013)
- Zwycięzca konkursu wsadów CBA (2005)
- Uczestnik meczu gwiazd D-League (2007)

Rekordy D-League
- Najwięcej:
  - punktów w karierze (5 058)[2]
  - rozegranych minut w karierze (11 555)[3]
  - celnych rzutów:
    - z gry w karierze (1 702)[4]
    - wolnych w karierze (1 486)[5]

  - oddanych rzutów wolnych w karierze (1 847)[6]
  - przechwytów w karierze (502)[7]
  - fauli w karierze (969)[8]

### Reprezentacja
- Brązowy medalista igrzysk panamerykańskich (2011)